# Пиран (органично съединение)
Пиран е органично съединение с шестчленен хетероцикличен пръстен състоящ се от пет въглеродни и един кислороден атом, съдържащ две двойни връзки. Молекулната му формула е C5H6O. Пиранът съществува под формата на два изомера, различаващи се единствено по разположението на двойните връзки (2H-пиран и 4H-пиран или наричани още α-пиран и γ-пиран). При 2H-пирана наситеният въглерод е на позиция 2, докато при 4H-изомера той е на 4-та. Основно се получават от глутаралдехид. Въпреки че значението им за химията е минимално, известно количество техни производни представляват важни биологични молекули. 4H-пиранът лесно се диспропорционира до аналозите си дихидропиран и пирилиев йон, който лесно се хидролизира във водна среда. Производно на пирана е неговият наситен аналог тетрахидропиран. В този смисъл монозахаридите, съдържащи шестатомен пръстен, са известни като пиранози. Така шестатомната пръстенна система, съдържаща се в глюкозата, е известна като D-глюкопираноза.